# Тесфаје Гебре Кидан
Тесфаје Гебре Кидан (1937 — 2. јун 2004) био је етиопски генерал, који је у мају 1991. био вршилац дужности председника Етиопије у прелазном раздобљу између два режима.

## Биографија
Студирао је на Војној академији у Холети, где се упознао с Менгисту Хајле Маријамом. Тесфаје је био припадник Менгистуовог ужег круга пријатеља. Након револуције 1974. године у Етиопији, Тесфаје је као официр постао члан војног већа Дерг. Учествовао је у војним операцијама у Сомалији и Еритреји, као заповедник снага током Огадеског рата.
Након добивања чина генерал-потпуковника, Тесфаје Гебре Кидан је постао дугогодишњи министар одбране, а од 14. маја 1988. године војни гувернер и главни заповедник етиопских снага у Еритреји. Био је члан војног суда који је 1989. године покушао сменити Менгистуа с места председника, након пораза у бици код Шире. После тога је био потпредседник Етиопије до 21. маја 1991. године, када је Менгисту побегао из Адис Абебе због све ближег надирања побуњеничких снага под командом Мелеса Зенавија.
Тесфаје је био вршилац дужности председника Етиопије до 28. маја, када је дао оставку у општем хаосу у граду где су побуњеници већ ушли. После тога се склонио у италијанску амбасаду у Адис Абеби и тамо живео наредних 13 година. Погинуо је 2. јуна 2004. године у амбасади током препуцавања с бившим чланом Дерга и министром спољних послова, Бирхану Бајехом.